# M2M group
M2M Group ou M2M est une entreprise marocaine spécialisée dans les systèmes électroniques de paiement, de documents d'identité et de titres de transport magnétiques.   
M2M Group est créée en 2002 et introduite en bourse en 2007. 
Elle est majoritairement détenue par RMK SA, une société qui regroupe ses fondateurs Redouan Bayed, Mounir Essayegh et Abdelkrim Matrouf.

## Histoire
En 1990, est créé « M2M Monétique, Sécurité et Réseaux » ayant pour objet la conception et la fabrication de terminaux de lecture de carte à puce. 
C'est en 2002 qu'est créé le group M2M, holding détenant les participations dans les filiales M2M SI (Système d'Information), M2M SB (Systèmes Bancaires) et M2M CAM (Application Acquéreur et Cartes à puce). D'autres filiales ouvriront leurs portes plus tard à Dubaï en 2006 et à Singapour en 2007. 
M2M Group est initialement spécialisée dans la conception et la réalisation de matériels pour les systèmes de paiement dans le but est de promouvoir la technologie de la carte à puce au Maroc. Au vu du règne de la carte à piste magnétique en matière de paiement, elle recentre ses objectifs sur le marché bancaire et financier. 
En effet, M2M opère dans la conception et le développement de solutions de gestion de la transaction électronique sécurisée, destinées à des secteurs d'activité variés tels que le secteur bancaire, la grande distribution, le transport, les télécommunications et les administrations publiques. Aussi, cette dernière offre des prestations d'accompagnements et d'expertises à ses clients afin de garantir le succès de leurs projets. Ces prestations sont organisées autour de l'outsourcing, l'intégration, le conseil et le helpdesk.